# Luca Netz
Luca Netz (Berlino, 15 maggio 2003) è un calciatore tedesco, difensore del Borussia M'gladbach.

## Caratteristiche tecniche
È un terzino sinistro molto versatile che può essere impiegato anche in posizione più avanzata. Forte fisicamente e dotato di una buona progressione palla al piede, sa rendersi pericoloso sia nei cross sia negli inserimenti offensivi.
Nel 2020, è stato inserito nella lista dei migliori sessanta calciatori nati nel 2003, stilata dal quotidiano inglese The Guardian.

## Carriera

### Club
Cresciuto nel settore giovanile dell'Hertha Berlino, nel 2020 si classifica terzo nella graduatoria riservata agli under-17 della Fritz-Walter-Medaille, premio assegnato dalla DFB ai migliori giovani calciatori tedeschi. Già convocato alcune volte in prima squadra ad ottobre, il 2 gennaio 2021 debutta in prima squadra, rimpiazzando Marvin Plattenhardt a cinque minuti dal termine dell'incontro di Bundesliga vinto 3-0 contro lo Schalke 04.
Il 6 agosto 2021 viene acquistato dal Borussia M'gladbach.

### Nazionale
Ha giocato nelle nazionali giovanili tedesche Under-15 ed Under-17.

## Statistiche

### Presenze e reti nei club
Statistiche aggiornate al 18 maggio 2024.
| Stagione                   | Squadra                    | Campionato                 | Campionato | Campionato | Coppe nazionali | Coppe nazionali | Coppe nazionali | Coppe continentali | Coppe continentali | Coppe continentali | Altre coppe | Altre coppe | Altre coppe | Totale | Totale | Totale |
| Stagione                   | Squadra                    | Comp                       | Pres       | Reti       | Comp            | Pres            | Reti            | Comp               | Pres               | Reti               | Comp        | Pres        | Reti        | Pres   | Reti   |        |
| -------------------------- | -------------------------- | -------------------------- | ---------- | ---------- | --------------- | --------------- | --------------- | ------------------ | ------------------ | ------------------ | ----------- | ----------- | ----------- | ------ | ------ | ------ |
| 2020-2021                  | Hertha Berlino II          | RL                         | 4          | 0          | -               | -               | -               | -                  | -                  | -                  | -           | -           | -           | 4      | 0      |        |
| 2020-2021                  | Hertha Berlino             | BL                         | 11         | 1          | CG              | 0               | 0               | -                  | -                  | -                  | -           | -           | -           | 11     | 1      |        |
| 2021-2022                  | Borussia M'gladbach II     | RL                         | 1          | 1          | -               | -               | -               | -                  | -                  | -                  | -           | -           | -           | 1      | 1      |        |
| 2022-2023                  | Borussia M'gladbach II     | RL                         | 1          | 0          | -               | -               | -               | -                  | -                  | -                  | -           | -           | -           | 1      | 0      |        |
| 2021-2022                  | Borussia M'gladbach        | BL                         | 24         | 0          | CG              | 2               | 0               | -                  | -                  | -                  | -           | -           | -           | 26     | 0      |        |
| 2022-2023                  | Borussia M'gladbach        | BL                         | 20         | 1          | CG              | 2               | 1               | -                  | -                  | -                  | -           | -           | -           | 22     | 2      |        |
| 2023-2024                  | Borussia M'gladbach        | BL                         | 30         | 0          | CG              | 4               | 0               | -                  | -                  | -                  | -           | -           | -           | 34     | 0      |        |
| Totale Borussia M'gladbach | Totale Borussia M'gladbach | Totale Borussia M'gladbach | 74         | 1          |                 | 8               | 1               |                    | -                  | -                  |             | -           | -           | 82     | 2      |        |
| Totale carriera            | Totale carriera            | Totale carriera            | 91         | 3          |                 | 8               | 1               |                    | -                  | -                  |             | -           | -           | 99     | 4      |        |